# 新疆长纺蛛
新疆长纺蛛（学名：Hersilia xinjiangensis）为长纺蛛科长纺蛛属的动物。在中国大陆，分布于新疆等地，多生活于砖墙的缝隙和洞穴之间。该物种的模式产地在新疆。